# Juan Francisco Torres Samsó
Juan Francisco Torres Samsó   (Barcelona, 4 d'octubre de 1930 - Sitges, 27 de gener de 2023) va ser periodista, traductor, crític de cinema i empresari.
Va iniciar la seva trajectòria professional a Radio Nacional de España de Barcelona (1949-1954). Entre el 1955 i el 1963 va ser director de programació i presentador a Ràdio Andorra, on també va editar el butlletí "Club Amigos de Radio Andorra".
L'any 1964 es va sumar al recentment creat diari Tele/eXpres, on va ser crític de cinema fins al tancament del rotatiu el 1980. En aquest rotatiu, així com a la revista Fotogramas, va entrevistar nombroses personalitats del món del cinema, entre elles els protagonistes de l'anomenada Escola de Barcelona.
Va ser escriptor cinematogràfic i cap de publicitat a la distribuïdora de cinema C.B. Films des del 1966 fins al 1982. Va ser coautor de l'enciclopèdia de cinema "El cine. Desde Lumière hasta el Cinerama". El 1967 va rebre l'encàrrec de dirigir la sala d'Art i Assaig del cinema Arcadia, al carrer Tuset de Barcelona.
Fou amic del director de fotografia Néstor Almendros, qui el recordà a la seva autobiografia "Días de una cámara"
El 1964 va traduir l'obra Yalta o el reparto del mundo, d'Arthur Conte.
Va escriure diversos pròlegs, com ara El mundo de Alphonse Daudet y Emile Zola.